# Агатово
Агàтово е село в Северна България, община Севлиево, област Габрово.

## География
Село Агатово се намира на около 15 km север-северозападно от град Севлиево, 24 km източно от град Ловеч и 27 km запад-югозападно от град Павликени. Разположено е в южното подножие на Деветашкото плато. На около 10 km изток-югоизточно от него е язовир Александър Стамболийски. Климатът е умереноконтинентален, почвите в землището са преобладаващо сиви горски, на места ерозирани. Надморската височина в центъра на селото при сградата на кметството е около 388 m, на север нараства до около 420 m, а на юг намалява до около 380 – 390 m.
През Агатово минава третокласният републикански път III-403, водещ на юг през селата Малки Вършец и Кормянско до Севлиево, а на изток през селата Крамолин и Сухиндол – до Павликени.
На около 600 m южно от селото се намира язовир Агатово, захранван от протичащата от север към юг през центъра на селото река Адървец, приток на река Мъгъра, която се влива в язовир „Александър Стамболийски“.
Населението на село Агатово, наброявало 1726 души при преброяването към 1934 г., намалява до 603 към 1992 г., 303 – към 2011 г. и 208 души (по служебен документ на НСИ от 31.12.2023 г.) към 2023 г.
Етническият състав на населението по численост и дял на етническите групи според преброяването през 2011 г. е:
| Етнически групи     | Численост | Дял (в %) |
| Общо                | 303       | 100,00    |
| Българи             | 140       | 46,20     |
| Турци               | 19        | 6,27      |
| Цигани              | 3         | 0,99      |
| Други               | 0         | 0         |
| Не се самоопределят | 0         | 0         |
| Неотговорили        | 141       | 46,53     |

## История
В землището на Агатово са намерени материали от неолита: каменни теслички, каменни чуко-брадви и глинени тежести за вертикален тъкачен стан. Селището е съществувало и през ранното средновековие. Името му произлиза вероятно от названието на тракийското и римско селище Агатапара, останки от което според някои учени се намират в землището на Агатово. Под днешното име е отбелязано в османотурски документи от 1430 г., 1618 г. и 1638 г.

### Църква
Църквата „Свети Великомъченик Димитър“ в село Агатово е построена през 1855 г. Храмът е осветен през 1856 г. от гръцкия митрополит Панайот.

### Училище
Първото училище в село Агатово – килийно – е открито през 1855 г. Помещава се е в частни къщи до около 1865 г., когато в църковния двор е построено двустайно здание за училище. Малко, със слаба конструкция, тясно, то събира до 30 деца. Едната му стая се използва за класна, а другата – за учителска. След Освобождението, през 1878 г. то е съборено и на 4 – 5 метра по-навътре от него е построена училищна сграда, в която много години по-късно се настанява ТПК „Напредък“ – село Агатово. През 1914 г. се построява новото училище, в което се учат учениците на началния курс. През учебната 1921 – 1922 г. се открива като самостоятелно училище прогимназията, която носи името „Д-р Петър Берон“, за което е била използвана, след основен ремонт, изоставената през 1914 г. стара училищна сграда. През 1949 г. се довършва започнатата около 1946 г. пристройка към построеното през 1914 г. училище, в която се настаняват прогимназиалните класове. От начало училището носи името Основно училище – село Агатово, после Начално училище „Отец Паисий“. В 1945 г. началното училище и прогимназията се сливат в едно под името Народно основно училище „Отец Паисий“ – село Агатово. Към 1962 г. училището е достатъчно просторно и удобно за водене на редовно едносменно обучение; разполага със 7 големи класни стаи, стая за полудневна детска градина, кабинет по физика и химия, стая за физическо възпитание, работилница по дървообработване и други. Материалната база е напълно достатъчна за водене на обучение най-малко на 250 деца. Училището е седмокласно. От учебната 1921 – 1922 г. до учебната 1960 – 1961 г. са получили свидетелство за завършено основно образование 828 ученика.
През 1971 г. поради намаляване броя на децата, прогимназиалният курс е закрит и училището е преименувано на Народно начално училище „Отец Паисий“. С годините броят на децата намалява под 20 и – считано от учебната 1998 – 1999 г., началното училище в Агатово е закрито.

### Читалище
Читалище „Образование“ в село Агатово е основано през ноември 1900 г. За театрален салон и просветни събрания на читалището служи западната част от мазата на старото училище, която е почистена и измазана, а подът ѝ е покрит с дъски. Купени са около 20 книги, които са раздавани на читатели за прочит. През януари 1922 г. общото читалищно събрание решава да се започне подготовка за построяване на читалищен дом. През юли 1926 г. са положени основите на читалищен и общински дом (завършен около 1933 г.). В началото на 1943 г. в читалнята е настанена селската радиоуредба, а другата стая се заема от общината. След 1944 г. читалищната дейност се съживява, развива се художествената самодейност, книжният фонд нараства от 500 тома през 1944 г. на 6954 тома в края на 1970 г.

### Потребителна кооперация
На 30 април 1933 г. в село Агатово на събрание с присъстващи 26 души се основава кредитна кооперация. През следващата 1934 г. кооперацията открива магазин за промишлени стоки. Впоследствие дейността на кооперацията се разраства: приема спестовни влогове, раздава заеми на селяните за закупуване на инвентар, добитък и други, организира изкупуването на селскостопански произведения като яйца, птици, кожи и други, организира изкупуването и преработката на овчето мляко в бяло сирене, а през 1938 г. построява и собствен кооперативен дом. През следващите години 1939 – 1943 г. кооперацията разширява още дейността си, а след 9 септември 1944 г. обхваща цялата търговска дейност в селото. Постепенно, обаче, някои от дотогавашните ѝ дейности преминават към ТКЗС като фуражомелката, а млекопреработването към Стопанско предприятие „Сердика“. Висшестоящата организация на кооперацията е Окръжният кооперативен съюз – Севлиево.
От 30 юни 1980 г. по решение на Окръжния народен съвет Габрово и Окръжния кооперативен съюз – Севлиево са ликвидирани потребителните кооперации и се създават селищни кооперативни съвети без юридическа самостоятелност към Районната потребителна кооперация „Наркооп“ – Севлиево

### ТКЗС
Трудово кооперативното земеделско стопанство (ТКЗС) „Вълко Червенков“ в село Агатово се учредява на 22 септември 1950 г. От 1956 г. стопанството престава да носи името „Вълко Червенков“. От 1 януари 1973 г. ТКЗС село Агатово се влива като клоново стопанство в ТКЗС село Крамолин. До 31 декември 1977 г. ТКЗС – с. Крамолин осъществява своята стопанска дейност, като обединено стопанство със село Агатово. По решение на Аграрно-промишлен комплекс (АПК) „Росица“ – Севлиево от 1 януари 1978 г. стопанството в село Агатово се отделя от стопанството в село Крамолин като клоново стопанство към АПК „Росица“ – Севлиево, на самостоятелен баланс и отделна банкова сметка. След промени в организацията и наименованието през следващите години, стопанството в Агатово се преименува отново в Трудово-кооперативно земеделско стопанство. С решение от 30 декември 1992 г. на Габровския окръжен съд, на законово основание ТКЗС – с. Агатово се прекратява и обявява в ликвидация и се определя ликвидационен съвет. През 1995 г. по разпоредби в ЗСПЗЗ дейността на ликвидационните съвети е прекратена и стопанството е заличено от регистъра на окръжния съд.

### Фелдшерски здравен пункт
От 1 януари1956 г. в Агатово се открива селски здравен участък. Дейността на здравния участък е следната: даване на първа медицинска помощ, обслужване на населението с най-необходимите лекарства като: йод, аспирин, вазелин, хинин, аналгин, камфоров и синапен спирт и други. Медицинският персонал полага грижи за хигиената на селото, училището, обществените заведения, ТКЗС и други. През 1956 – 1957 г. в селото действала и женска консултация, която през 1968 г. е закрита поради намаляването на родилките. Здравният участък в миналото, а от 1972 г. – фелдшерският здравен пункт, се помещава в сградата на потребителната кооперация в селото. Здравният пункт обслужва само населението на село Агатово, състоящо се предимно от възрастни хора. Персоналът на пункта се състои от медицински фелдшер, медицинска сестра и санитар. В методично отношение участъкът и пунктът се подпомагат и обследват от лекари и други специалисти по здравните служби от Севлиево и Габрово.

## Обществени институции
Село Агатово към 2020 г. е център на кметство Агатово.
Читалище „Образование“ към 2020 г. е действащо.
Църквата „Свети Димитър“ в Агатово е построена през 1856 г. от неизвестен майстор, а камбанарията до нея – през 1930 – 1933 г. Камбаната тежи 700 kg.
В селото към 2020 г. има пощенска станция.

## Забележителности
В Агатово към 1978 г. се развиват главно зърнено-фуражно производство, овцевъдство и млечно говедовъдство; има цехове за бобиниране и измотаване на прежди и други, цех за дограма, шивашко ателие, здравен пункт, начално училище, читалище „Образование" с кинозала и библиотека с 9975 тома, фолклорна певческа група, която участва в надпявания и фестивали.

## Личности
Родени в Агатово
- Васил Гашев, (р. 1934), генерал-майор от Държавна сигурност